# Helmut Thielke
Helmut Thielke (* 1. Januar 1927 in Oldenburg (Oldb) – Ohmstede; † 11. Mai 2006 in Bremen) war ein deutscher Politiker. Er war Mitglied der Bremischen Bürgerschaft (SPD).

## Biografie
Thielke war als Vorhandwerker und zeitweise als freigestelltes Mitglied des Personalrates in Bremen tätig.
Er war Mitglied in der SPD in einem Ortsverein in Bremen-Ost und in verschiedenen Funktionen aktiv u. a. um 2000 als Landesvorsitzende der SPD-Senioren von Bremen. Er war für die SPD von 1983 bis 1991 in der 11. und 12. Wahlperiode acht Jahre lang Mitglied der Bremischen Bürgerschaft und in der Bürgerschaft in verschiedenen Deputationen tätig. 
Thielke war 2001 als Vorsitzender der Bremer Senioren-Vertretung Beisitzer der Bremer Landesseniorenvertretung. Er war aktives Mitglied der Gewerkschaft Ver.di und der Arbeiterwohlfahrt (AWO) in Bremen. Nach seinem Tod wurde er auf dem Osterholzer Friedhof beerdigt.